# Dominic Behan
Dominic Behan (Dublin, 22 oktober 1928 – Glasgow, 3 augustus 1989) was een Iers toneelschrijver en songwriter
Hij werd geboren in 1928 in een familie uit de werkende klasse, in de binnenstad van Dublin, Ierland. Zijn vader was Stephen Behan, die vocht in de Irish Republican Army (IRA) in de Anglo-Irish War. Zijn moeder nam hem mee op haar literaire tochten door de stad. Behan verliet de school toen hij dertien jaar oud was en volgde zijn vaders voetstappen in het huisschildersbedrijf.
In 1937, toen de familie verhuisde naar Crumlin werd Dominic lid van de 
Fianna Éireann, de jeugdorganisatie van de IRA en ging zijn eerste gedichten publiceren in het blad van de organisatie Fianna: the Voice of Young Ireland. In 1952 werd hij in Dublin gearresteerd in verband met politieke activiteiten.
Na zijn vrijlating trouwde hij met Josephine Quinn, de dochter van John Quinn, een meubelmaker uit Glasgow, Schotland. Zij emigreerden naar Schotland waar Behan ging werken voor de BBC.
Een biografie over zijn broer Brendan Behan, verscheen in 1965, My Brother Brendan.
In de jaren zestig en '70 van de 20e eeuw schreef hij een aantal stukken
voor de Engelse televisie zoals Play for today, Armchair Theatre en The Folk Singer (1972). Als songwriter blonk hij uit met The Patriot Game, McAlpine's Fusilers, Avondale, The Merry Ploughboy, Famine Song en Liverpool Lou. Teems of Times was gedramatiseerd in de jaren 80 en uitgezonden op RTÉ televisie.
Dominic overleed thuis in Glasgow, zestig jaar oud, op 3 augustus 1989 kort na publicatie van zijn boek The Public world of Parable Jones. Gedurende zijn leven had Behan meer dan 450 songs gepubliceerd.

## Werken

### Toneelstukken
- Posterity Be Damned (1959)
- The Folk Singer (1969)
- Tell Dublin I Miss Her(1998)
- Ireland Mother Ireland(1969)

### Boeken
- Teems of Times (1961)
- My Brother Brendan (1965)
- The Life and Times of Spike Milligan (1987)
- The Public World of Parable Jones (1988)
- The Catacombs (1989)
- Ireland Sings! (1966)
- The Singing Irish (1969)

### Songs
- The Patriot Game
- The Merry Ploughboy
- Come Out Ye Black and Tans
- Avondale
- McAlpine's fusiliers
- Liverpool Lou
- Connolly Will Be There

- Bibliothèque nationale de France: cb138184962 (data)
- Gemeinsame Normdatei: 134324919
- International Standard Name Identifier: 0000 0000 6690 787X
- Library of Congress Control Number: no89020614
- MusicBrainz: 83323d76-1d43-4150-8c01-31e7e9d2db17
- Nationale Bibliotheek van Israël: 987007332838205171
- Nederlandse Thesaurus van Auteursnamen: 074316680
- Istituto Centrale per il Catalogo Unico: DDSV029965
- Système universitaire de documentation: 087868504
- Virtual International Authority File: 93872569
- WorldCat: E39PBJjxwycPg7PPf8mhHHvrbd